# Boliney
Boliney é um município de  quinta classe de renda municipal (d) na província Abra, nas Filipinas. De acordo com o censo de 1 de maio  de  2020 possui uma população de 4 551 pessoas e 871 domicílios.